# ناتالیا بیسترووا
ناتالیا بیسترووا (به انگلیسی: Nataliya Bystrova) (زادهٔ ۲۳ ژوئن ۱۹۴۷) شناگر اهل شوروی است.